# 아코시
아코시(일본어: 赤穂市)는 일본 효고현 남서부의 오카야마현과의 경계에 있는 도시이다. 이전에는 아코군에 속했다. 아코 사건, 충신장의 무대가 된 아코성과 항구 마을인 사코시, 국립공원인 미사키 등으로 알려져 있다.
예로부터 염전이 번성해서 "아코의 소금"으로 일본 전역에 유통된다. 초여름에는 조개잡이도 활발하다. 이에시마 제도의 14km에 달하는 해저 송수관은 일본 최장·최대 규모이다. 아코시는 아코 도시권을 형성하고 있다.

## 인접한 자치체
- 아이오이시
- 아코군 가미고리정
- 오카야마현 비젠시

## 역사
- 1951년 9월 1일 - 아코군 아코정, 사코시정, 다카오촌이 합병해 아코시가 되었다.
- 1955년 4월 1일 - 아코군 우네촌을 편입하였다.
- 1963년 9월 1일 - 오카야마현 와케군 히나세정 가운데 후쿠우라를 편입하였다.

## 교통

### 철도
- 서일본 여객철도
  - 산요 본선
  - 아코선

### 도로
- 산요 자동차도
- 국도 2호선
- 국도 제250호선 (일본)(일본어판)
- 국도 제373호선 (일본)(일본어판)

### 항구
- 아코항(일본어판)
- 사코시항(일본어판)

## 인구
| 연도                              | 인구     | ±% |
| --------------------------------- | -------- | -- |
| 1970                              | 45,942명 | —  |
| 1975                              | 49,583명 | —  |
| 1980                              | 51,046명 | —  |
| 1985                              | 52,374명 | —  |
| 1990                              | 51,131명 | —  |
| 1995                              | 51,426명 | —  |
| 2000                              | 52,077명 | —  |
| 2005                              | 51,794명 | —  |
| 2010                              | 50,523명 | —  |
| 2015                              | 48,567명 | —  |
| 2020                              | 45,892명 | —  |
| 출처: 일본 총무성 통계국 국세조사 |          |    |